# Radio Universitaria de Alcalá de Henares
RUAH es la Radio de la Universidad de Alcalá (UAH), que emite desde el 10 de abril de 2008 en el 107.4 FM, para la cuenca del Henares.

## Historia
El proyecto de crear la Radio Universitaria de Alcalá de Henares nació, tras casi 5 años de planificación, el 10 de abril de 2008. Este proyecto es fruto de la inversión del Consejo Social de UAH y del Consejo de Estudiantes de la UAH, su apoyo económico creó un espacio técnico digno de una radio profesional. La RUAH es una de las 22 emisoras universitarias españolas que se unieron el 28 de noviembre de 2011 constituyendo la Asociación de Radios Universitarias de España (ARU).

## Programas

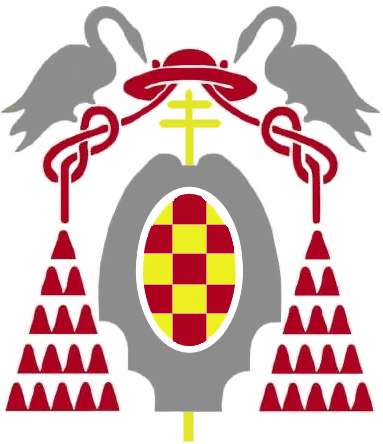
Escudo de la Universidad de Alcalá.

- Dial Deportivo: Programa de radio-podcast donde podrás encontrar toda la información deportiva y entrevistas a deportistas de élite.
- 10 historias 10 canciones: Programa de radio musical en el que se ponen canciones relacionadas con un tema.
- Que te den por el fútbol: Programa de tertulia y entrevistas futbolísticas.
- Cualkier día: Magazine con secciones de actualidad, tecnología y humor.
- No es nuestra primera vez: Música, cultura y buen rollo.
- Discos música y reflexiones: Análisis semanal de un disco.
- Ruah Roots: Un programa con el mejor reggae.
- Los Sultanes del Swing: Música rock clásica en ruah.
- La Hora Funkfarrona: Funk, soul, acid jazz, latin, disco y toda la música negra habida y por haber.
- Mil millas nilo arriba: Programa de egiptología.
- Rock and Soft: Rock con un toque argentino.
- Tu Rincón: Magazine con actualidad y entrevistas.
- La furgo: Programa de promoción de grupos noveles.
- De lo bueno cantautor: Repaso y análisis de la música de autor.

## Eventos especiales
- Cursos de radio: En 2007, 2008 y 2009 se han impartido durante una semana los cursos de radio con la intención de formar a los asistentes en todo lo que hace falta para crear la magia de la radio.
- Jornadas de egiptología: En diciembre de 2008 se realizaron las I jornadas de egiptología de la universidad de Alcalá organizadas por la RUAH en colaboración con el instituto de estudios de historia. En 2010 tendrán lurgar las segundas jornadas.
- Jornadas de radio: En noviembre de 2009 se organizaron las jornadas de radio que contaron con la presencia de gente de la talla de Mario Caballero, Juanma Ortega y José Antonio Abellán.
- Congreso de radios universitarias: En febrero de 2010 se organizó en el rectorado el V Congreso de Radios Universitarias Españolas que dio como fruto una propuesta de colaboración entre todas las radios asistentes.
- Proyecto en Alcalá-Meco: Desde febrero de 2010 se está impartiendo un taller de radio con un grupo de internes con la intención de que vea la luz un programa de radio propio antes del verano.